# 瓦尔罗梅地区阿尔维耶尔
瓦尔罗梅地区阿尔维耶尔（法語：Arvière-en-Valromey，法語發音：[aʁvjɛʁ ɑ̃ valʁɔmɛ]）是法国安省的一个市镇，属于贝莱区。该市镇于2019年由原市镇布雷纳、沙沃尔奈、洛雪和小维里约合并而成。

## 地名
瓦尔罗梅（Valromey）是法国安省的一个历史地区与山谷。“阿尔维耶尔”（Arvière）是流经该地一条河流，其发源自布雷纳，流经洛雪和小维里约。

## 地理
瓦尔罗梅地区阿尔维耶尔（45°54'30"N, 5°43'32"E）面积37.18 平方千米，位于法国奥弗涅-罗讷-阿尔卑斯大区安省，该省份为法国东部省份，北起汝拉省，西北接索恩-卢瓦尔省，西接罗讷省和里昂大都会，南至伊泽尔省，东与萨瓦省、上萨瓦省和瑞士接壤。
与瓦尔罗梅地区阿尔维耶尔接壤的市镇（或旧市镇、城区）包括：科尔博诺、昂格勒福尔、塔利雪、塞朗河畔瓦尔罗梅、瓦尔罗梅地区香槟、屈洛兹-贝翁、上瓦尔罗梅。
瓦尔罗梅地区阿尔维耶尔的时区为UTC+01:00、UTC+02:00（夏令时）。

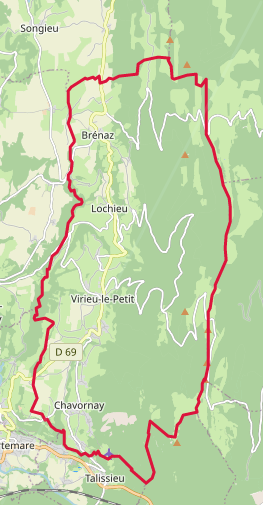
瓦尔罗梅地区阿尔维耶尔的OSM定位图

## 行政
瓦尔罗梅地区阿尔维耶尔的邮政编码为01260，INSEE市镇编码为01453。

## 政治
瓦尔罗梅地区阿尔维耶尔所属的省级选区为普拉托多特维尔县。

## 人口
瓦尔罗梅地区阿尔维耶尔于2022年1月1日时的人口数量为715人。